# Météorite de Krasnoïarsk
Pour les articles homonymes, voir Krasnoïarsk (homonymie).
La météorite de Krasnoïarsk ou simplement Krasnoïarsk (anciennement fer de Pallas) est la première pallasite jamais découverte, en 1749.

## Histoire
Une masse d'environ 700 kg, largement métallique, est découverte en 1749 à environ 230 km au sud de Krasnoïarsk. Elle est examinée par Peter Simon Pallas en 1772 puis transportée à sa demande jusqu'à Saint-Pétersbourg.
Krasnoïarsk est une météorite mixte métal/silicates, la première d'un groupe nouveau qu'on appellera « pallasites », d'après la description de Pallas en 1776. C'est aussi la première météorite qu'on ait traitée à l'acide, traitement grâce auquel Giuliano Thomson (en) découvre les figures de Widmanstätten.
La majeure partie de la météorite (514,557 kg) est conservée au Musée minéralogique A. E. Fersman (en), à Moscou.

## Composition et classification
La météorite Krasnoïarsk appartient au groupe principal des pallasites (PMG, pour pallasite main group).

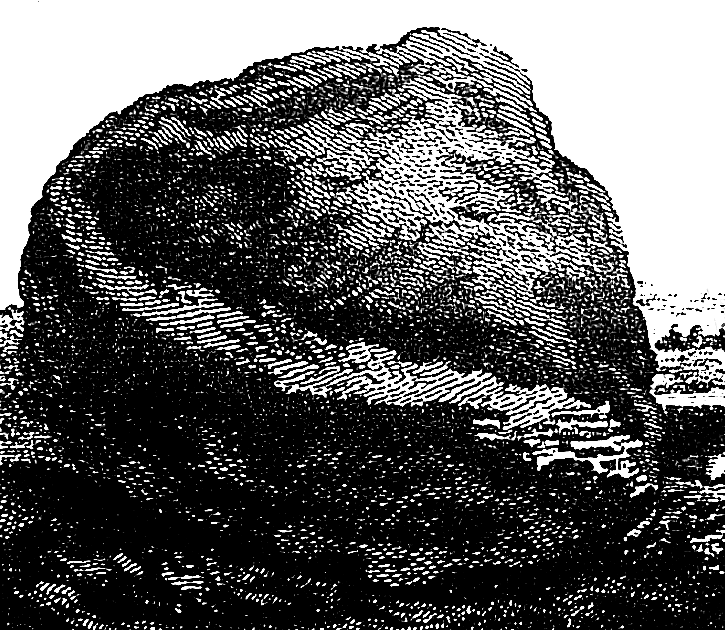
Dessin original de l'ensemble de la météorite par P. S. Pallas en 1776
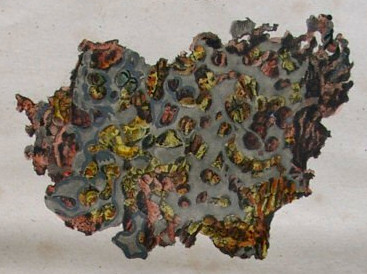
Dessin de la météorite Krasnoïarsk. C. von Schreibers (1820), Beyträge zur Geschichte und Kenntniss meteorischer Stein und Metallmassen, planche VIII.
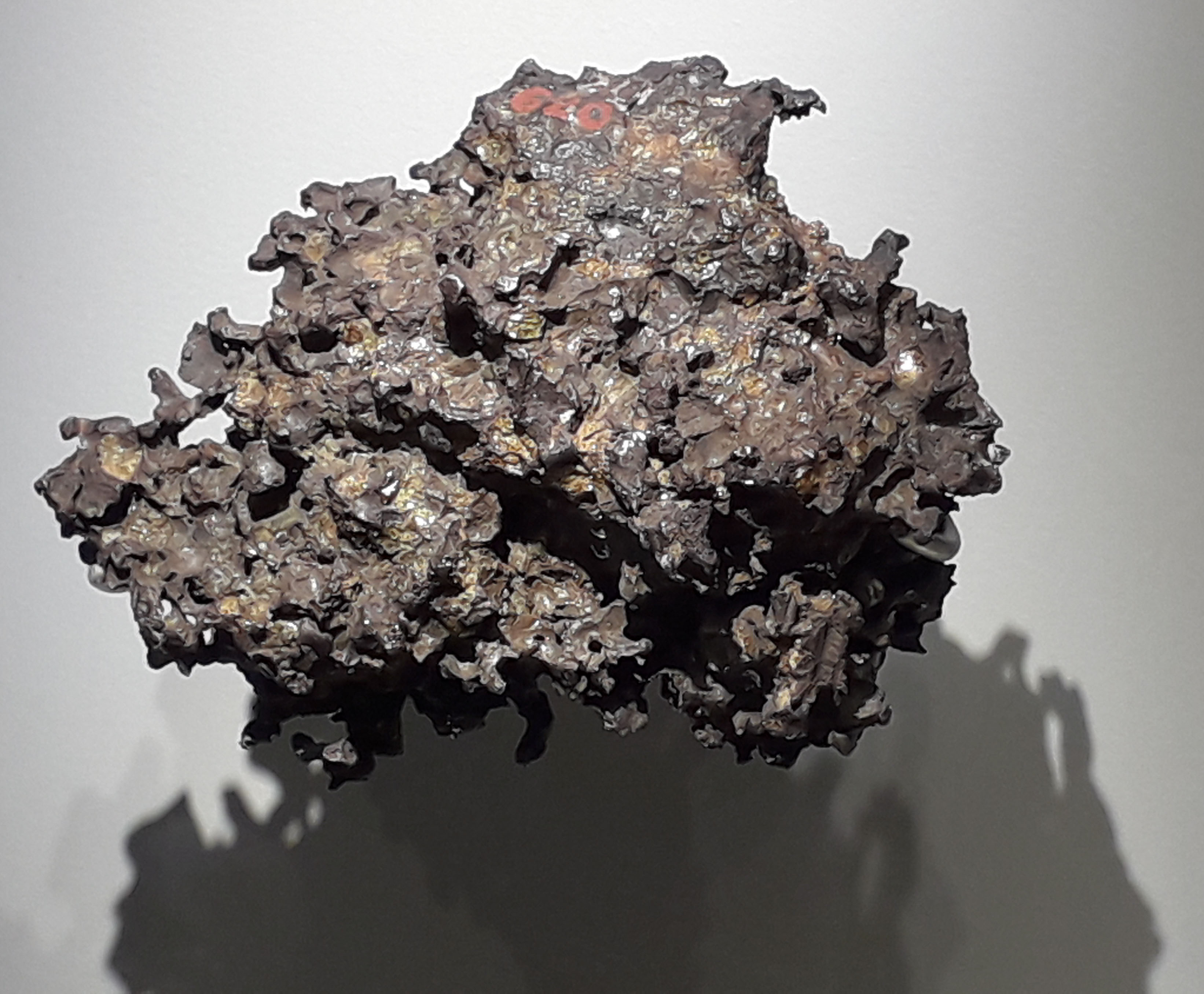
Fragment de la météorite Krasnoïarsk exposé dans la Grande galerie de l’Évolution, au Muséum national d'histoire naturelle (Paris, 18 octobre 2017 - 10 juin 2018).